# Dominion
Dominion var fra begyndelsen af det 20. århundrede den officielle betegnelse for selvforvaltende kolonier i det Britiske Imperium. 

## Historie
Brugen af ordet dominion som reference til et bestemt territorium stammer fra det 16. århundrede, hvor det blev brugt til at beskrive Wales fra 1535 til omkring år 1800. 
Dominion som officiel titel blev først tildelt Virginia omkring 1660 og New England i 1686. Disse områder fik dog aldrig halv-autonom eller selvforvaltende status. Canada fik titlen ved konføderationen af de engelske kolonier i Nordamerika i 1867. 
Imperiekonferencen i 1907 var første gang de selvstændigt regerede kolonier Canada og Commonwealth of Australia i sammenhæng blev omtalt som "Dominions". To andre kolonier med egen regering, New Zealand og Newfoundland, fik også tildelt denne titel det år. De blev fulgt af Sydafrika i 1910 og Irland i 1922.
Dominion status blev officielt defineret i Balfour-deklarationen af 1926 og i Westminster statutterne i 1931, som anerkendte disse områder som "autonome fællesskaber indenfor det britiske imperium", hvilket placerede disse stater som ligestillede med Storbritannien, hvilket vil sige at de grundlæggende var selvstændige medlemmer af Commonwealth. Efter 2. Verdenskrig betød afskaffelsen af britisk kolonialisme, at Dominions generelt blev omtalt som Commonwealth realms, og brugen af begrebet blev gradvist mindre indenfor disse lande i tidens løb.

## Liste over Dominions
- Australien
- Canada
- New Zealand
- Sydafrika (indtil 1961)
- Irland (indtil 1937)
- Newfoundland (indtil 1934)